# Lappnätfjäril
Lappnätfjäril (Euphydryas iduna) är en art i insektsordningen fjärilar som tillhör familjen praktfjärilar.

## Kännetecken
Lappnätfjärilen hör till nätfjärilarna, en fjärilsgrupp som karaktäriseras av sitt nätliknande mönster på vingarna. Hos lappnätfjärilen är detta mönster mycket tydligt och den prydliga åtskillnaden mellan de olika färgfälten är ett kännetecken för arten. Grundfärgen på vingarnas ovansida är gråsvart, med utbredda vita till gulvita fläckar och ett band av orange till svavelgula fläckar längs vingarnas ytterkanter. Det finns också ett band av orange till svavelgula fläckar över vingarnas yttre hälft och ytterligare några fläckar i dessa färger på vingarnas inre hälft. Vingbredden är 32 till 42 millimeter.

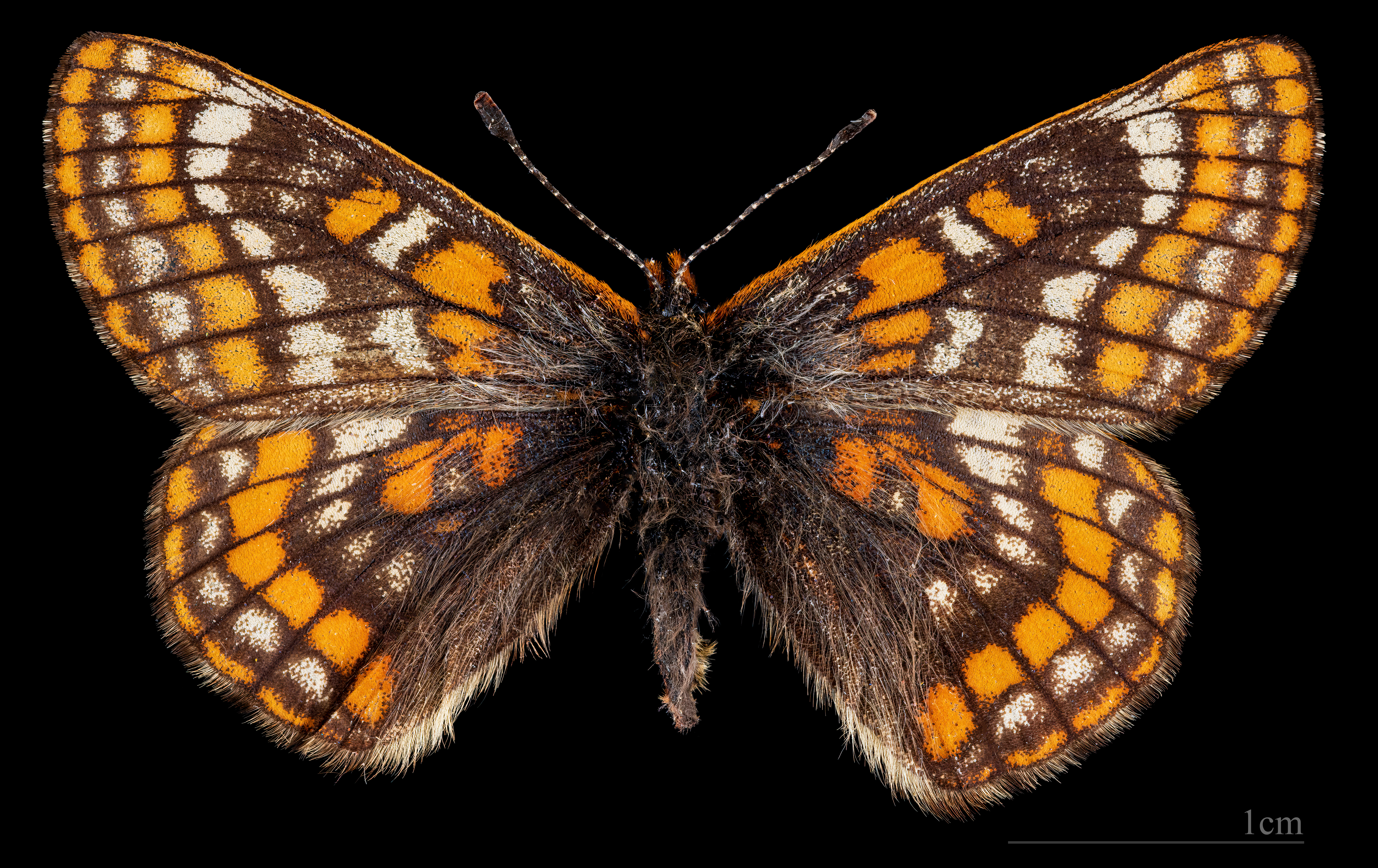
Euphydryas iduna  ♀
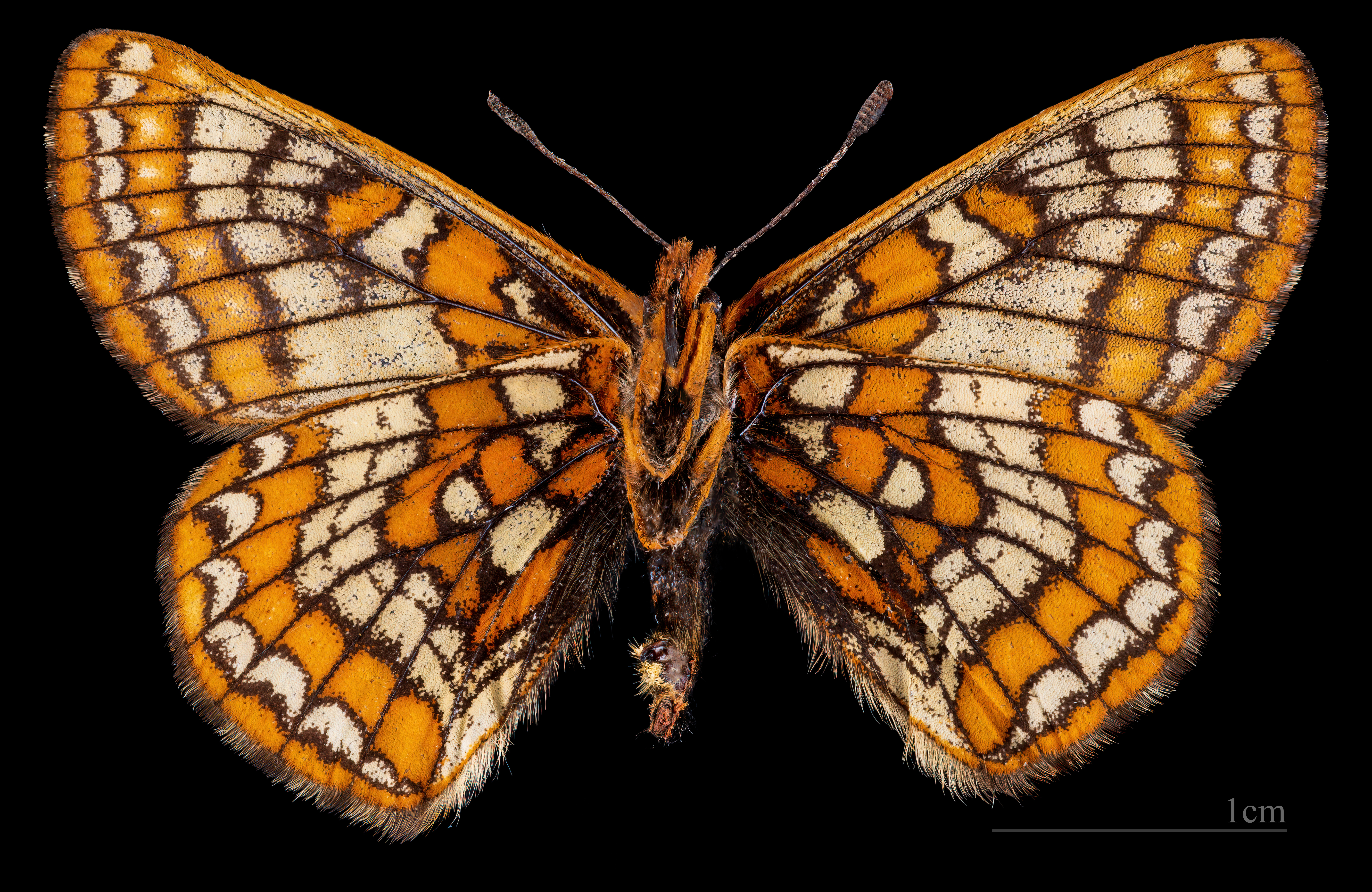
Euphydryas iduna  ♀ △

## Utbredning
Lappnätfjärilen finns i norra Skandinavien samt i vissa bergstrakter längre söderut, som Altaj, Kaukasus och Sajan, på mellan 1 800 och 2 700 meters höjd. Några isolerade populationer finns också i Sibirien. I Sverige finns den endast i de norra fjälltrakterna.

### Status
I Sverige är lappnätfjärilen klassad som missgynnad. Populationerna har varierat mycket i storlek under 1900-talet och arten har omväxlande varit både sällsynt och talrik på de platser där den förekommer. De största hoten mot arten är att dess habitat, som är fjällhedar, försämras genom bland annat alltför hårt bete av renar och igenväxning.

## Levnadssätt
Lappnätfjärilens levnadssätt är ännu ej fullständigt studerat. Dess livscykel tros vara två- till fyraårig, med övervintring som larv. Flygtiden för den fullbildade fjärilen beror troligtvis till stor del på det lokala klimatet, men är i allmänhet tidigt på sommaren. Fjärilen flyger oftast lågt och verkar föredra att söka sin föda, som är nektar, i låga blommor och den besöker sällan områden med högre vegetation. Äggen läggs troligtvis på växter som svarthö och fjällspira och kanske även på en del arter av veronika, vilka sedan sannolikt också utgör den huvudsakliga föda för larverna. Observationer av larver som ätit på odon och blåbär, liksom på hängen av alpina videarter har också gjorts. I fångenskap har larverna erbjudits och ätit ytterligare en mängd olika växter, men dessa larver har ej överlevt till fullbildade fjärilar. 